# HD 208487
HD 208487 ist ein Stern mit einer scheinbaren Helligkeit von 7,5 mag im Sternbild Grus. 

## Allgemeine Angaben
Der Stern wird wie unsere Sonne zu den gelben Zwergen gezählt. Seine Masse ist wahrscheinlich niedriger als die der Sonne, seine Helligkeit jedoch ein wenig größer. Dies deutet darauf hin, dass der Stern älter ist als unsere Sonne. 2004 wurde ein Begleiter des Sternes entdeckt, der den Namen HD 208487 b erhielt.

## Daten des Sterns
Der Spektraltyp des Sternes ist G2V, wie der unserer Sonne. Seine Entfernung zur Erde beträgt rund 46 Parsec, seine Masse ist 1,3-mal so groß wie die der Sonne. Die Oberflächentemperatur von HD 208487 beträgt 5229 Kelvin. Der Durchmesser des Sternes ist im Vergleich zu Sonne um den Faktor 1,15 größer.

## Daten des Planeten
Da es bei den bei der Planetensuche verwendeten Methoden leichter ist, sehr schwere Objekte zu finden als leichte, sind die meisten bisher entdeckten Exoplaneten deutlich schwerer als der schwerste Planet unseres Sonnensystems, Jupiter. Daher ist auffällig, dass HD 208487 b mit 0,43 Jupitermassen eine sehr geringe Masse hat. Es wird angenommen, dass der Planet ebenfalls ein Gasplanet ist. Er umkreist seine Sonne in einer Entfernung von 0,52 AU innerhalb von 128,8 Tagen. Die Exzentrizität seiner Umlaufbahn beträgt 0,38 und ist damit sehr hoch. Einige Daten deuten darauf hin, dass es noch einen zweiten Planeten in diesem System geben könnte, eine Bestätigung dieser Annahme steht jedoch noch aus.